# يايوي كوساما
يايوي كوساما (باليابانية: 草間 彌生 أو  弥生) من مواليد الثاني والعشرون من مارس 1929. هي فنانة وكاتبة يابانية معاصرة، تتنوع أعمالها وتغطي مجالات مختلفة من الفن مثل: الرسم والتصوير الفوتوغرافي والنحت والمعارض التي تجمع بين الحركة ووسائل الإعلام المرئية، وهي تعتبر واحدة من أعظم فناني البوب في اليابان، وقد أثر عملها حتى على أعمال الفنانين الأمريكيين المعروفين مثل: آندي وارهول وكلاوس أولدينبرغ. تعتبر أهم فناني اليابان وهي علم من أعلام الحركة الطليعية.

## حياتها
بدأت يايوي كوساما في إنشاء الفن في سن مبكرة. في عام 1948 بدأت في دراسة الرسم في كيوتو، وطورت مصلحة على النمط الغربي، وقد عرضت أعمالها منذ الخمسينات. في عام 1957 انتقلت إلى مدينة نيويورك، حيث تأثرت بالتعبيرية التجريدية، وفي الستينيات بدأت ترتبط بحركة فن البوب. في عام 1973 عادت إلى اليابان، وفي عام 1977 اعترفت طواعية بمستشفى للأمراض النفسية في منطقة شينجوكو في طوكيو، حيث تواصل إنتاج أعمالها. في عام 2006 حصلت على جائزة بريميوم الإمبراطورية (بالإنجليزية: Imperial Premium Award)‏.

## أعمالها
طوال حياتها المهنية استخدمت يايوي كوساما وسائل الإعلام المختلفة بما في ذلك الرسم والكولاج والنحت والتركيبات والمنشآت. تُظهر معظم أعمالها اهتمامها بالألوان المخدرة والمتكررة والمزخرفة، وتستند أعمالها على الفن المفاهيمي وتشير أيضا إلى الحركة النسائية والحد الأدنى والسريالية وغيرها من التيارات، وقد تم عرض أعمالها بأثر رجعي كبير في متحف ويتني للفن الأمريكي ومتحف الفن الحديث ومتحف تيت الحديث.

## معارض مختارة
في عام 1959 أقامت كوساما معرضها الفردي الأول في نيويورك في معرض براتا وهو تعاون فني للفنانين، وأظهرت سلسلة من اللوحات الصافية البيضاء التي تمت مراجعتها بحماس من دونالد جود (كل من جود وفرانك ستيلا حصلوا على لوحات من العرض)، ومنذ ذلك الحين عرضت كوساما العمل مع كلايس أولدينبيرغ وأندي وارهول وجاسبر جونز. عرضت إلى جانب فنانين أوروبيين من بينهم لوسيو فونتانا، بول بوري وأوتو بييني وغونتر أوكر، في عام 1962 كانت الفنانة الوحيدة التي شاركت في معرض المجموعة الدولية «نول» (Zero) المشهور على نطاق واسع في متحف ستيديليك في أمستردام.
- 1976: متحف بلدية كيتاكيوشو للفنون.
- 1993: مثلت اليابان في بينالي البندقية.
- 1998: «حب إلى الأبد» 1958–1969، LACMA.
- 2004: متحف موري للفنون، طوكيو.
- 2008: السنوات المنعكسة، متحف Boijmans Van Beuningen ، روتردام، هولندا.
- 2010: اشترى متحف Boijmans Van Beuningen غرفة Infinity Mirror Room - Phalli Field. اعتبارا من 13 سبتمبر من ذلك العام يتم عرض غرفة المرايا بشكل دائم في منطقة مدخل المتحف.
- 15 يوليو 2013 - 3 نوفمبر 2013: متحف دايجو للفنون، دايجو، كوريا.
- 12 يونيو - 9 أغسطس 2015: Yayoi Kusama: Infinity Theory، The Garage Museum of Contemporary Art، موسكو، روسيا. كان هذا المعرض الفردي الأول للفنان في روسيا. [60][13]
- 12 يونيو - 18 سبتمبر 2016: كوساما: في نهاية الكون، متحف الفنون الجميلة، هيوستن، هيوستن، تكساس.
- 25 مايو 2016 - 30 يوليو 2016: المنحوتات واللوحات وغرف المرايا، معرض فيكتوريا ميرو، لندن، المملكة المتحدة.
- 23 فبراير 2017 - 14 مايو 2017: إنفينيتي ميرورز، وهو متحف متحرك يظهر في متحف هيرشورن وحديقة النحت، واشنطن العاصمة.
- 23 فبراير 2017 - 14 مايو 2017: إنفينيتي ميرورز، وهو متحف متحرك يظهر في متحف هيرشورن وحديقة النحت، واشنطن العاصمة.
- مارس 2018 - يوليو 2018: يايوي كوساما: كل شيء عن حبي، متحف مدينة ماتسوموتو للفنون، ماتسوموتو، ناغانو، اليابان
- يوليو 2018 - أكتوبر 2018: إنفينيتي ميرورز، ينتقل المعرض إلى متحف كليفلاند للفنون، وينتقل المعرض إلى كليفلاند بولاية أوهايو.

## مجموعات
يعرض عمل كوساما «الغرفة الأبدية» في عدة متاحف في جميع أنحاء العالم، بما في ذلك:
- متحف الفن الحديث، نيويورك.
- متحف مقاطعة لوس أنجلوس للفنون، لوس أنجلوس.
- Walker Art Center، Minneapolis؛ متحف فونيكس للفنون فينيكس.
- تيت مودرن، لندن.
- متحف ستيديليك، أمستردام.
- مركز بومبيدو، باريس.
- متحف يوتا للفنون الجميلة.
- سولت لايك سيتي، يوتا.
- والمتحف الوطني للفن الحديث، طوكيو.

## روابط خارجية
- يايوي كوساما على موقع IMDb (الإنجليزية)
- يايوي كوساما على موقع الموسوعة البريطانية (الإنجليزية)
- يايوي كوساما على موقع مونزينجر (الألمانية)
- يايوي كوساما على موقع ميوزك برينز (الإنجليزية)
- يايوي كوساما على موقع ديسكوغز (الإنجليزية)
- يايوي كوساما على موقع قاعدة بيانات الفيلم (الإنجليزية)